# Le monde est beau
Albums de Oldelaf
Dimanche
(2014)
Singles
1. La Tristitude
Sortie : 1er août 2011

Le monde est beau est le premier album solo d'Oldelaf. Initialement prévu le 2 mai 2011, cet album a dû être reporté, pour des raisons stratégiques, à la date du 12 septembre 2011 en numérique, et du 17 octobre en magasins. Enregistré en 2010 et 2011, il a été réalisé avec la collaboration de Camille Ballon (Tom Fire, Java, R-Wan, No One is Innocent, Vincha, La Caravane Passe, etc.), ainsi que l'équipe des musiciens d'Oldelaf et son coauteur Olivier Duboc. La chaîne France 4 et le site VDM sont en partenariat avec cet album.
Cet album suit une plus grande médiatisation que les précédents albums Oldelaf & Monsieur D, notamment parce qu'il a été produit par Roy Music et distribué par la maison de disques Universal. On a donc pu le retrouver à l'affiche des sites musicaux comme Deezer, MusicMe, le logiciel iTunes ou encore le site Dailymotion. Ainsi, dès 2011 pour la sortie de cet album, Oldelaf enchaîne plusieurs passages à la radio, ce qu'il n'avait pas eu l'occasion de faire les années précédentes.
Le premier single de cet album est La Tristitude, sortie le 1er août 2011 en téléchargement légal.

## Titres
Toutes les paroles sont écrites par Olivier Delafosse, toute la musique est composée par Olivier Delafosse et Camille Ballon.
| 1.    | Le monde est beau                  | 2:43 |
| 2.    | Sparadrap                          | 3:13 |
| 3.    | La Tristitude                      | 4:53 |
| 4.    | Courseulles-sur-Mer                | 2:57 |
| 5.    | Danse                              | 3:19 |
| 6.    | Les filles qui s'appellent Valérie | 3:32 |
| 7.    | Vendredi                           | 3:20 |
| 8.    | Les Mains froides                  | 3:41 |
| 9.    | La Jardinière de légumes           | 2:37 |
| 10.   | J'ai chaud                         | 3:08 |
| 11.   | Nancy                              | 3:53 |
| 12.   | Le Testament                       | 4:09 |
| 13.   | Comme je peux (inédit)             | 3:37 |
| 14.   | Natacha (inédit)                   | 2:53 |
| 15.   | Petit con (inédit)                 | 4:00 |
| 16.   | Le Subjonctif (inédit)             | 3:04 |
| 17.   | J'aime les bêtes (inédit)          | 2:35 |
| 57:34 |                                    |      |

## Classement
| Pays   | Meilleure position, | Semaines classées |
| ------ | ------------------- | ----------------- |
| France | 108                 | 2                 |

## Référence
1. ↑  (fr) « Communiqué officiel », sur Kisskissbankbank.com, 30 juillet 2011
2. ↑  (fr) « Statistiques de l'album « Le Monde Est Beau » d'Oldelaf », sur Chartsinfrance.net
3. ↑  Classements des ventes cumulant les ventes physiques et de téléchargements.